# Čukarica
Čukarica (Чукарица) ist ein Stadtbezirk von Belgrad und erstreckt sich auf einer Fläche von ca. 15.650 ha und zählt knapp 180.000 Einwohner.

## Geschichte
Seinen Namen hat die Gemeinde nach Čukareva mehana (Čukar-Wirtshaus) und Čukar česma (Čukar-Brunnen) bekommen, die sich im Umkreis des heutigen Ada Ciganlija befanden. Auf einen von König Petar I. verfassten Erlass vom 30. Dezember 1911 wurde das Dorf Čukarica von der Gemeinde Žarkovo abgetrennt und zu einer besonderen Gemeinde erklärt. Dies ist der Hauptsächliche Grund, wieso der 30. Dezember als Tag des Bezirks gefeiert wird. In den ersten Nachkriegsjahren war Čukarica der VII. Rajon, jedoch erhielt dieser 1950 den Status eines Stadtbezirks wieder. Sein Stadtfest – die Heilige Dreifaltigkeit – feiert der Bezirk Čukarica 50 Tage nach Ostern (beweglicher Feiertag).

## Ortsteile
| - Ada Ciganlija - Azbestno Naselje - Banovo brdo - Bele Vode - Careva Ćuprija - Cerak | - Cerak II - Cerak Vinogradi - Čukarica - Čukarička Padina - Filmski Grad | - Golf Naselje - Julino Brdo - Košutnjak - Makiš - Novi Železnik | - Orlovača - Repište - Rupčine - Sremčica - Stari Cerak | - Sunčana Padina - Žarkovo - Žarkovo Selo - Železnik - Železnik Selo |

## Bevölkerung
Der Stadtbezirk hat eine geschätzte Einwohnerzahl von 175.057 (31. Dezember 2005), was Čukarica zur zweit-bevölkerungsreichsten Gemeinde Belgrads (nach Novi Beograd) macht. Jedoch ist der Bezirk auch der am schnellsten wachsende (im Vergleich etwa 1,05 % pro Jahr). Trotz des ländlichen Raums ist die Gemeinde mit ca. 1.118 Einwohnern pro Quadratkilometer besiedelt. 
Einwohnerzahl der Gemeinde: 
- 1961 – 53.060
- 1971 – 102.189
- 1981 – 132.123
- 1991 – 150.257
- 2002 – 168.508
- 2005 – 175.057

Ethnische Struktur (2002): Serben 91,3 %, Montenegriner 1,4 %, Roma 1,1 %, Jugoslawen 1,1 %, der ethnischen Mazedonier 0,5 %, Kroaten 0,5 %, restliche Ethnien 4,1 %.

## Internationale Kooperation
Čukarica hat eine Partnerschaft mit folgenden Städten und Gemeinden:
- Berane, Montenegro
- Kumanovo, Nordmazedonien
- Owtscha kupel, Bulgarien
- Staré Mesto, Slowakei
- Sykies, Griechenland
- Juschny administratiwny okrug, Moskau, Russland